# Леонард Хиосский
Леонард Хиосский (греч. Λεονάρδος ο Χίος, итал. Leonardo di Chio, родился на Хиосе в 1395/6 г., умер в Генуе в 1459 г.) — церковный писатель и латинский архиепископ Митилены на острове Лесбос, очевидец падения Константинополя, чей рассказ об этом событии является одним из самых важных исторических источников.

## Биография
Леонард родился на эгейском острове Хиос, находившемся тогда под властью генуэзцев, в 1395 или в 1396 году. Родители его неизвестны, все попытки приписать ему принадлежность к семьям Джустиниани Хиосские, «де Гарибальдо», Монтальдо сегодня признаются несостоятельными.
Здесь же на Хиосе он вступил в орден доминиканцев и после посвящения в духовный сан был направлен в Падуанский университет для изучения философии и теологии. Получив звание магистра, он начал стремительную карьеру в церковной иерархии и уже в 1428 году занял должность генерального викария Конгрегации братьев-перегринантов на Востоке, а также стал духовным наставником Марии Джустиниани, дочери Парида Джустиниани, подрядчика квасцовых рудников Фокеи, Благодаря его протекции 28 июня 1444 года Леонард был назначен папой Евгением IV архиепископом Митилены, хотя соглашения, подписанные на Флорентийском соборе, предусматривали, что преемником покойного грека Дорофея должен был стать греческий священнослужитель.
В 1445 году он пишет трактат «De statu hominis», посвященный Евгению IV. К этому же периоду относится его полемика с флорентийским гуманистом Поджо Браччолини - свой диалог «De nobilitate» Леонард посвятил известному библиофилу и коллекционеру античных артефактов Андреоло Джустиниани, также родившемуся на Хиосе и сохранявшему тесные связи с Маоной Хиоса. В противовес нападкам на высшие сословия со стороны Браччолини Леонард отстаивал мысль, что в делах государственного правления только и можно полагаться на добродетели и мудрость знати, а вот простой народ, «затупив ум тяжёлой работой, всё ещё не был к этому приспособлен».
В 1449 году сеньор Лесбоса Дорино Гаттилузио отправил Леонардо послом в Рим, чтобы добиться разрешения на брак своего наследника Доменико с кузиной, дочерью Паламеде Гаттилузио, сеньора Эноса. Хотя именно это и не удалось, Леонард, воспользовавшись своим пребыванием в курии, подарил кардиналу Доменико Капранике копию «De nobilitate» и получил некоторые личные привилегии, а именно, доход от Церкви Святых Петра и Павла Венецианских в Константинополе и объединение епархий Хиоса, а также Старой и Новой Фокеи со своей архиепархией.
Знакомства, которые завязались в ходе этой дипломатической поездки, предопределили последующее участие Леонарда в унии между римско-католической и греческой православной церквями. В 1452 году папский легат кардинал-епископ Сабинский Исидор, митрополит Киевский, пригласил его приехать к нему на Хиос для консультаций, а затем включил в состав латинской делегации. Вместе с ней в Константинополь отправились около двухсот латинян – наёмников и добровольцев, преимущественно генуэзцев с Хиоса.  Леонард прибыл в Константинополь 26 октября 1452 года и пробыл там до начала осады византийской столицы войсками османского султана Мехмеда II в мае 1453 года. В результате он стал очевидцем и непосредственным участником последующих событий, осады и взятия Константинополя. На рассвете 29 мая в момент падения города он был ранен и взят в плен турками, но, как и многим другим участникам обороны, включая самого Исидора, ему через некоторое время удалось оказаться на свободе и укрыться в генуэзской колонии Пера (Галата), расположенной на другом берегу Золотого Рога, которая, капитулировав, сумела избежать разграбления.
Вскоре Леонард добрался до своего родного острова Хиос, откуда 16 августа написал папе Николаю V подробное письмо, где рассказал обо всех обстоятельствах, которых стал очевидцем и участником. Письмо (Epistula de urbis Constantinopoleos excidio) было впервые опубликовано в 1544 году, и до сих пор эта записка является одним из основных источников, относящихся к драматическим событиям середины XV века.
Также от этого времени дошли его трактат «De emanatione recte Fidei», написанный в 1455 году и направленный против церковных иерархов, ставших пособниками османской власти, и «Liber polemografie», составленный после указанной даты. 
В 1458 году сеньор Лесбоса Никколо Гаттилузио, незадолго до этого убивший своего старшего брата Доменико и узурпировавший власть в Митилене, чем разгневал султана Мехмеда II, попытался привлечь на свою сторону христианских монархов. С целью организации помощи против турецкого нападения, которое становилось всё более вероятным после повторной оккупации турками в 1459 году островов Лемнос, Тасос и Самофракия, он отправил на Запад Леонарда. В его планы входило заручиться поддержкой папы Пия II, герцога Калабрии Иоанна Анжуйского, герцога Бургундского Филиппа III, а также добиться встречи с королём Франции Карлом VII, однако Леонард смог получить от западных государств лишь устные обязательства.
Кроме того, он должен был поправить дипломатические отношения Митилены с Генуэзской республикой, подорванные нежеланием Никколо Гаттилузио возвращать приданое вдовы Доменико, Марии Джустиниани. Профессор Энрико Бассо подчёркивает, что Леонард взялся за это поручение скорее из христианской солидарности перед османской угрозой, чем из преданности своему дискредитированному сеньору. Во время исполнения этой миссии Леонард и умер предположительно в Генуе до 3 декабря 1459 года. 

## Письмо к папе Пию II
Долгое время считалось, что письмо к папе Пию II, в котором его автор рассказывал понтифику о разграблении турками епархии Митилены, также написано Леонардом (см, например, «Catholic encyclopedia»), однако сейчас большинство учёных признаёт здесь авторство его преемника бенедектинца Бенедетто, занявшего архиепископскую кафедру Митилены в декабре 1459 года.